# Paulína Bátovská Fialková
Paulína Bátovská Fialková, za svobodna Fialková (* 25. října 1992 Brezno) je slovenská biatlonistka.
Ve světovém poháru ve své dosavadní kariéře nevyhrála žádný individuální ani kolektivní závod. Nejlépe obsadila čtyřikrát 2. místo, poprvé ve stíhacím závodu v ruské Ťumeni v sezóně 2017/2018.
V červenci 2023 oznámila, že je těhotná a přerušuje kariéru. Po narození dcery ohlásila v dubnu následujícího návrat k biatlonu. Její první akcí pořádanou Mezinárodní biatlonovou unií je stalo Mistrovství světa v letním biatlonu 2024, kde ovládla supersprint.
V roce 2022 se jejím manželem stal bývalý slovenský reprezentant v rychlé chůzi Miloš Bátovský. Po svatbě přijala jeho jméno. V prosinci 2023 se páru narodila dcera Romana.
Její sestra Ivona byla také biatlonistka.

## Výsledky

### Olympijské hry a mistrovství světa
| Sezóna  | D   | Místo                | SP  | SZ  | HZ  | IZ  | ŠT  | SŠT | SZD | Věk    |
| ------- | --- | -------------------- | --- | --- | --- | --- | --- | --- | --- | ------ |
| 2011/12 | MS  | Ruhpolding           | 86. | –   | –   | –   | 8.  | –   | ×   | 19 let |
| 2012/13 | MS  | Nové Město na Moravě | 55. | 53. | –   | –   | 8.  | –   | ×   | 20 let |
| 2013/14 | ZOH | Soči                 | 71. | –   | –   | –   | 13. | –   | ×   | 21 let |
| 2014/15 | MS  | Kontiolahti          | 89. | –   | –   | 53. | 19. | 17. | ×   | 22 let |
| 2015/16 | MS  | Oslo                 | 49. | 23. | –   | 76. | 14. | 17. | ×   | 23 let |
| 2016/17 | MS  | Hochfilzen           | 31. | 12. | 10. | 27. | 8.  | 12. | ×   | 24 let |
| 2017/18 | ZOH | Pchjongčchang        | 11. | 38. | 21. | 5.  | 5.  | 20. | ×   | 25 let |
| 2018/19 | MS  | Östersund            | 48. | DNS | 12. | 5.  | 6.  | 12. | –   | 26 let |
| 2019/20 | MS  | Anterselva           | 16. | 17. | 15. | 24. | 17. | –   | –   | 27 let |
| 2020/21 | MS  | Pokljuka             | 13. | 41. | –   | 50. | 21. | 16. | 21. | 28 let |
| 2021/22 | ZOH | Peking               | 14. | 10. | 26. | 42. | 19. | 17. | ×   | 29 let |
| 2022/23 | MS  | Oberhof              | 25. | 25. | 16. | 18. | –   | 16. | –   | 30 let |
| 2024/25 | MS  | Lenzerheide          | 22. | 29. | –   | 40. | 6.  | 12. | –   | 32 let |

Poznámka: Výsledky z olympijských her se do hodnocení světového poháru nezapočítávají, výsledky z mistrovství světa se dříve započítávaly, od mistrovství světa v roce 2023 se nezapočítávají.

### Světový pohár
Sezóna 2012/13
| ČSP              | Místo            | SP           | SZ | HZ | IZ | ŠT | SŠT | STŘ |
| ---------------- | ---------------- | ------------ | -- | -- | -- | -- | --- | --- |
| 1.               | Östersund        | 72.          | –  | –  | –  | –  | –   | –   |
| 2.               | Hochfilzen       | 62.          | –  | –  | –  | 8. | –   | –   |
| 4.               | Oberhof          | 85.          | –  | –  | –  | 9. | –   | –   |
| celkové umístění | celkové umístění | nkl          | –  | –  | –  | –  | –   | ?   |
| celkové umístění | celkové umístění | 0 bodů (nkl) |    |    |    | –  | –   | ?   |

Sezóna 2013/14
| ČSP              | Místo            | SP            | SZ  | HZ | IZ  | ŠT | SŠT | STŘ |
| ---------------- | ---------------- | ------------- | --- | -- | --- | -- | --- | --- |
| 1.               | Östersund        | 56.           | –   | –  | 72. | –  | 14. | –   |
| 2.               | Hochfilzen       | 87.           | –   | –  | –   | 6. | –   | –   |
| 6.               | Anterselva       | 75.           | –   | –  | –   | –  | –   | –   |
| 8.               | Kontiolahti      | 10.           | 44. | –  | –   | –  | –   | –   |
| 8.               | Kontiolahti      | 56.           | 44. | –  | –   | –  | –   | –   |
| 9.               | Oslo             | 24.           | 51. | –  | –   | –  | –   | –   |
| celkové umístění | celkové umístění | 52.           | nkl | –  | –   | 8. | 7.  | ?   |
| celkové umístění | celkové umístění | 48 bodů (61.) |     |    |     | 8. | 7.  | ?   |

Sezóna 2014/15
| ČSP              | Místo                | SP            | SZ  | HZ | IZ  | ŠT  | SŠT | STŘ |
| ---------------- | -------------------- | ------------- | --- | -- | --- | --- | --- | --- |
| 1.               | Östersund            | 66.           | –   | –  | 86. | –   | –   | –   |
| 2.               | Hochfilzen           | 27.           | 33. | –  | –   | 14. | –   | –   |
| 3.               | Pokljuka             | 78.           | –   | –  | –   | –   | –   | –   |
| 4.               | Oberhof              | 42.           | –   | –  | –   | 13. | –   | –   |
| 5.               | Ruhpolding           | 63.           | –   | –  | –   | 14. | –   | –   |
| 7.               | Nové Město na Moravě | 42.           | 41. | –  | –   | –   | 9.  | –   |
| 8.               | Oslo                 | DNS           | –   | –  | 38. | 10. | –   | –   |
| 9.               | Chanty-Mansijsk      | 66.           | –   | –  | –   | –   | –   | –   |
| Celkové umístění | Celkové umístění     | 72.           | 73. | –  | 68. | 14. | 13. | –   |
| Celkové umístění | Celkové umístění     | 22 bodů (74.) |     |    |     | 14. | 13. | –   |

Sezóna 2015/16
| ČSP              | Místo            | SP             | SZ  | HZ  | IZ  | ŠT  | SŠT | SZD | STŘ  |
| ---------------- | ---------------- | -------------- | --- | --- | --- | --- | --- | --- | ---- |
| 1.               | Östersund        | 39.            | 20. | –   | 54. | –   | –   | 16. | –    |
| 2.               | Hochfilzen       | 84.            | –   | –   | –   | 13. | –   | –   | –    |
| 3.               | Pokljuka         | 38.            | 25. | –   | –   | –   | –   | –   | –    |
| 4.               | Ruhpolding       | 15.            | 6.  | 14. | –   | –   | –   | –   | –    |
| 5.               | Ruhpolding       | –              | –   | 24. | 7.  | 10. | –   | –   | –    |
| 6.               | Anterselva       | DNS            | –   | –   | –   | –   | –   | –   | –    |
| 9.               | Chanty-Mansijsk  | 53.            | 51. | –   | –   | –   | –   | –   | –    |
| Celkové umístění | Celkové umístění | 61.            | 28. | 32. | 26. | 19. | 19. | 19. | 82 % |
| Celkové umístění | Celkové umístění | 201 bodů (35.) |     |     |     | 19. | 19. | 19. | 82 % |

Sezóna 2016/17
| ČSP              | Místo                | SP             | SZ           | HZ           | IZ           | ŠT           | SŠT          | SZD          | STŘ          |
| ---------------- | -------------------- | -------------- | ------------ | ------------ | ------------ | ------------ | ------------ | ------------ | ------------ |
| 1.               | Östersund            | 26.            | 24.          | –            | –            | –            | –            | –            |              |
| 2.               | Pokljuka             | 91.            | –            | –            | –            | 16.          | –            | –            |              |
| 3.               | Nové Město na Moravě | 60.            | 48.          | –            | –            | –            | –            | –            |              |
| 4.               | Oberhof              | nestartovala   | nestartovala | nestartovala | nestartovala | nestartovala | nestartovala | nestartovala | nestartovala |
| 5.               | Ruhpolding           | 65.            | –            | –            | –            | 12.          | –            | –            |              |
| 6.               | Anterselva           | –              | –            | –            | 62.          | 13.          | –            | –            |              |
| 7.               | Pchjongčchang        | 14.            | 10.          | –            | –            | 15.          | –            | –            |              |
| 8.               | Kontiolahti          | 37.            | 5.           | –            | –            | –            | 9.           | –            |              |
| 9.               | Holmenkollen         | 18.            | 17.          | 14.          | –            | –            | –            | –            |              |
| Celkové umístění | Celkové umístění     | 39.            | 25.          | 28.          | 53.          | 14.          | 15.          | 15.          | 81 %         |
| Celkové umístění | Celkové umístění     | 292 bodů (31.) |              |              |              | 14.          | 15.          | 15.          | 81 %         |

Sezóna 2017/18
| ČSP              | Místo            | SP             | SZ           | HZ           | IZ           | ŠT           | SŠT          | SZD          | STŘ          |
| ---------------- | ---------------- | -------------- | ------------ | ------------ | ------------ | ------------ | ------------ | ------------ | ------------ |
| 1.               | Östersund        | 70.            | –            | –            | 5.           | –            | 4.           | –            |              |
| 2.               | Hochfilzen       | 50.            | DNS          | –            | –            | 17.          | –            | –            |              |
| 3.               | Annecy           | 23.            | 43.          | –            | –            | –            | –            | –            |              |
| 4.               | Oberhof          | nestartovala   | nestartovala | nestartovala | nestartovala | nestartovala | nestartovala | nestartovala | nestartovala |
| 5.               | Ruhpolding       | –              | –            | –            | 37.          | 12.          | –            | –            |              |
| 6.               | Anterselva       | 13.            | 22.          | 13.          | –            | –            | –            | –            |              |
| 7.               | Kontiolahti      | 51.            | –            | –            | –            | –            | 10.          | –            |              |
| 8.               | Holmenkollen     | 52.            | 39.          | –            | –            | –            | –            | –            |              |
| 9.               | Ťumeň            | 15.            | 13.          | 2.           | –            | –            | –            | –            |              |
| Celkové umístění | Celkové umístění | 39.            | 44.          | 21.          | 15.          | 21.          |              |              |              |
| Celkové umístění | Celkové umístění | 247 bodů (32.) |              |              |              | 21.          |              |              |              |

Sezóna 2018/19
| ČSP              | Místo                | SP            | SZ           | HZ           | IZ           | ŠT           | SŠT          | SZD          | STŘ          |
| ---------------- | -------------------- | ------------- | ------------ | ------------ | ------------ | ------------ | ------------ | ------------ | ------------ |
| 1.               | Pokljuka             | 6.            | 3.           | –            | 4.           | –            | 13.          | –            |              |
| 2.               | Hochfilzen           | 7.            | 2.           | –            | –            | 14.          | –            | –            |              |
| 3.               | Nové Město na Moravě | 3.            | 17.          | 2.           | –            | –            | –            | –            |              |
| 4.               | Oberhof              | 21.           | 32.          | –            | –            | 6.           | –            | –            |              |
| 5.               | Ruhpolding           | 14.           | –            | 3.           | –            | 6.           | –            | –            |              |
| 6.               | Anterselva           | 30.           | 28.          | 16.          | –            | –            | –            | –            |              |
| 7.               | Canmore              | –             | –            | –            | 13.          | –            | –            | –            |              |
| 8.               | Soldier Hollow       | nestartovala  | nestartovala | nestartovala | nestartovala | nestartovala | nestartovala | nestartovala | nestartovala |
| 9.               | Holmenkollen         | 3.            | 35.          | 6.           | –            | –            | –            | –            |              |
| Celkové umístění | Celkové umístění     | 7.            | 17.          | 3.           | 2.           | 12.          | 25.          | 25.          | 82 %         |
| Celkové umístění | Celkové umístění     | 687 bodů (6.) |              |              |              | 12.          | 25.          | 25.          | 82 %         |

### Juniorská mistrovství
| Sezóna  | D   | Místo                | SP  | SZ  | IZ  | ŠT  | Věk    |
| ------- | --- | -------------------- | --- | --- | --- | --- | ------ |
| 2009/10 | MSJ | Torsby               | 9.  | 22. | 49. | 11. | 17 let |
| 2010/11 | MSJ | Nové Město na Moravě | 12. | 24. | 9.  | 7.  | 18 let |
| 2011/12 | MSJ | Kontiolahti          | 14. | 23. | 52. | 10. | 19 let |
| 2012/13 | MSJ | Obertilliach         | 25. | 31. | 4.  | 9.  | 20 let |